# Форшеј (Арканзас)
Форшеј (енгл. Fourche) град је у америчкој савезној држави Арканзас.

## Демографија
По попису из 2010. године број становника је 62, што је 3 (5,1%) становника више него 2000. године.
| Група             | 2000.      | 2010.       |
| Белци             | 56 (94,9%) | 62 (100,0%) |
| Афроамериканци    | 3 (5,1%)   | 0 (0,0%)    |
| Азијати           | 0 (0,0%)   | 0 (0,0%)    |
| Хиспаноамериканци | 0 (0,0%)   | 0 (0,0%)    |
| Укупно            | 59         | 62          |